# صموئيل هوارد
صموئيل هوارد (بالإنجليزية: Samuel Howard)‏ هو قسيس أمريكي، ولد في 8 سبتمبر 1951 في كارولاينا الشمالية في الولايات المتحدة.